# Trémolo (banda)
Trémolo es una banda de heavy metal peruana originada en la ciudad de Tacna. Está conformada por el vocalista Elías David Fuentes Cáceres, el guitarrista Reynaldo Alden Rojas Villalobos, el baterista Pablo Roque, Brian Enríquez en el bajo y Aarón Huamán en los teclados.

## Historia
La banda inició sus presentaciones tocando covers en la Estación de Janono de la ciudad de Tacna en 1995, con Elías Fuentes como vocalista. En el año 2000 participaron en el Festival Rock and Ice organizado por Cervesur. Ganaron el concurso del festival y así fueron invitados a tocar en la Feria Internacional de Arequipa ante 30,000 personas. Ese año publicaron su primer disco Vencerá, que incluyó temas como «Pienso en Ti» y «Enamorado de Un Ángel».
En 2011 tuvieron un accidente de tránsito cuando se trasladaban de Moquegua a Tacna.
Asimismo, el 29 de agosto de 2024, participó en el espectáculo de Oxigeno Live Sessions 3 en Arena 1 de la Costa Verde de Lima.

## Discografía
- Vencerá (2001) GJ Récords:

1. Enamorado de un ángel
2. Vencerá
3. Entre espinas
4. Márchate
5. Libertad
6. Mi sangre
7. Mujer de mi mundo
8. El zorro y la llama
9. Amor de guerra
10. Nunca te olvidaré
11. Pienso en ti

- Rosas negras (2005) Self Released

1. El payaso
2. Moviendo montañas
3. Sin luna y estrella
4. Solo
5. La niña del faro azul
6. Tal vez
7. Sueña
8. Rosas negras

- Detrás de la puerta (feb 2008) Alerta Antifascista Records

1. Te besaré
2. Mirada infiel
3. Entre la cama y el bar
4. Cocomama
5. Detrás de la puerta
6. Te esperaré
7. El gordo huracán
8. Tubos de la noche
9. Gaviota
10. Bella
11. Miénteme

- Sin llorar (marzo 2023)

1. Sin llorar
2. Márchate
3. Vencerás
4. Rosas negras
5. Payaso
6. Tal vez
7. Zorro y la llama
8. Enamorado de un ángel
9. Te besaré
10. Corazón de luchador